# Loyall, Kentucky
Loyall, Kentucky (енгл. Loyall) град је у америчкој савезној држави Кентаки.

## Демографија
По попису из 2010. године број становника је 1.461, што је 695 (90,7%) становника више него 2000. године.
| Група             | 2000.       | 2010.         |
| Белци             | 749 (97,8%) | 1.414 (96,8%) |
| Афроамериканци    | 0 (0,0%)    | 9 (0,6%)      |
| Азијати           | 4 (0,5%)    | 8 (0,5%)      |
| Хиспаноамериканци | 1 (0,1%)    | 11 (0,8%)     |
| Укупно            | 766         | 1.461         |